# 篠崎清次
篠崎 清次（しのざき せいじ、1881年〈明治14年〉1月24日 - 1917年〈大正6年〉6月20日）は、日本の盲教育者、聾唖教育者。北海道で最初に聾唖教育を行なった人物であり、北海道の聾唖教育の父といわれる。東京市本所区松坂町（後の東京都墨田区両国）出身。

## 経歴
幼少時の眼病により、ほぼ失明に近いほどの極度の弱視となった。愛知県西加茂郡挙母の外四ヶ村立小学校高等科を卒業後、眼病のために仕事が長続きせず、姉の嫁ぎ先を頼って北海道函館区（後の函館市）へ渡るなどして職を転々としていたところ、視覚障害児のための教育団体である函館訓盲会（後の北海道函館聾学校）の存在を知った。1897年（明治30年）より勉学に励み、翌1898年（明治31年）に同会の教員となり、盲教育の道に入った。1900年（明治33年）、訓盲会の関係者であるキリスト教徒に影響を受け、自身もキリスト教徒となった。
後に9歳の聴覚障害児である辻本繁（後の道立室蘭聾学校の初代校長）が入学を希望した。篠崎は聾唖児の教育は未経験であったが、家財道具を売り払った金で上京し、東京盲唖学校で聾唖教育を半年間学び、函館訓盲院（1901年に函館訓盲会より校名変更）に聾唖部を創設。これが北海道における聾唖教育の最初の記録となった。
1903年（明治36年）、人事異動により函館訓盲院長となった（後に私立函館盲唖院に改称）。生徒たちの知識向上と設備向上に乗り出した篠崎は、院の経営主体が在米匿名婦人団体に移っていたことから、その函館代表である遺愛女学校校長、アメリカ人宣教師のオーガスタ・デカルソンに協力を依頼した。デカルソンは当初は協力を渋ったものの、会堂の真ん中に正座して懇願する篠崎の姿に心を打たれ、支援を約束した。後に篠崎がデカルソンへの礼に贈った家宝の鎧兜と太刀一式が、平成期においても遺愛学院校舎内に保管展示されている。
教育者としては特殊教育のみならず、健常児の教師としても優れていた。また童話や説話を語る才能にも長けており、「おとぎばなしのおじさん」と呼ばれ、函館の名物ともいわれた。
篠崎は学校経営にデカルソンら他者の力ばかりを借りることを良しとせず、自然物を教材にして経費を節約した。また校外で行なっていた講演やマッサージ業の謝礼を学校の維持費にあて、風雪の夜中にもマッサージ業や支援金集めのために頻繁に外出した。こうした奔走の末に次第に心身ともに衰弱。1917年、満36歳で急逝した。
没後、息子の篠崎平和（命名者はデカルソン）が函館盲唖院を前身とする北海道函館盲学校と北海道函館聾学校の校長を兼任、その息子の篠崎達が精神薄弱児の教育に携わっており、篠崎の遺志は3代にわたって受け継がれた。